# Đảo Nicobar Lớn
Great Nicobar là hòn đảo ở cực Nam và cũng là hòn đảo lớn nhất trong quần đảo Nicobar, Ấn Độ. Nó cũng đồng thời là một đơn vị hành chính tương đương cấp xã thuộc huyện Nicobar.

## Hình ảnh

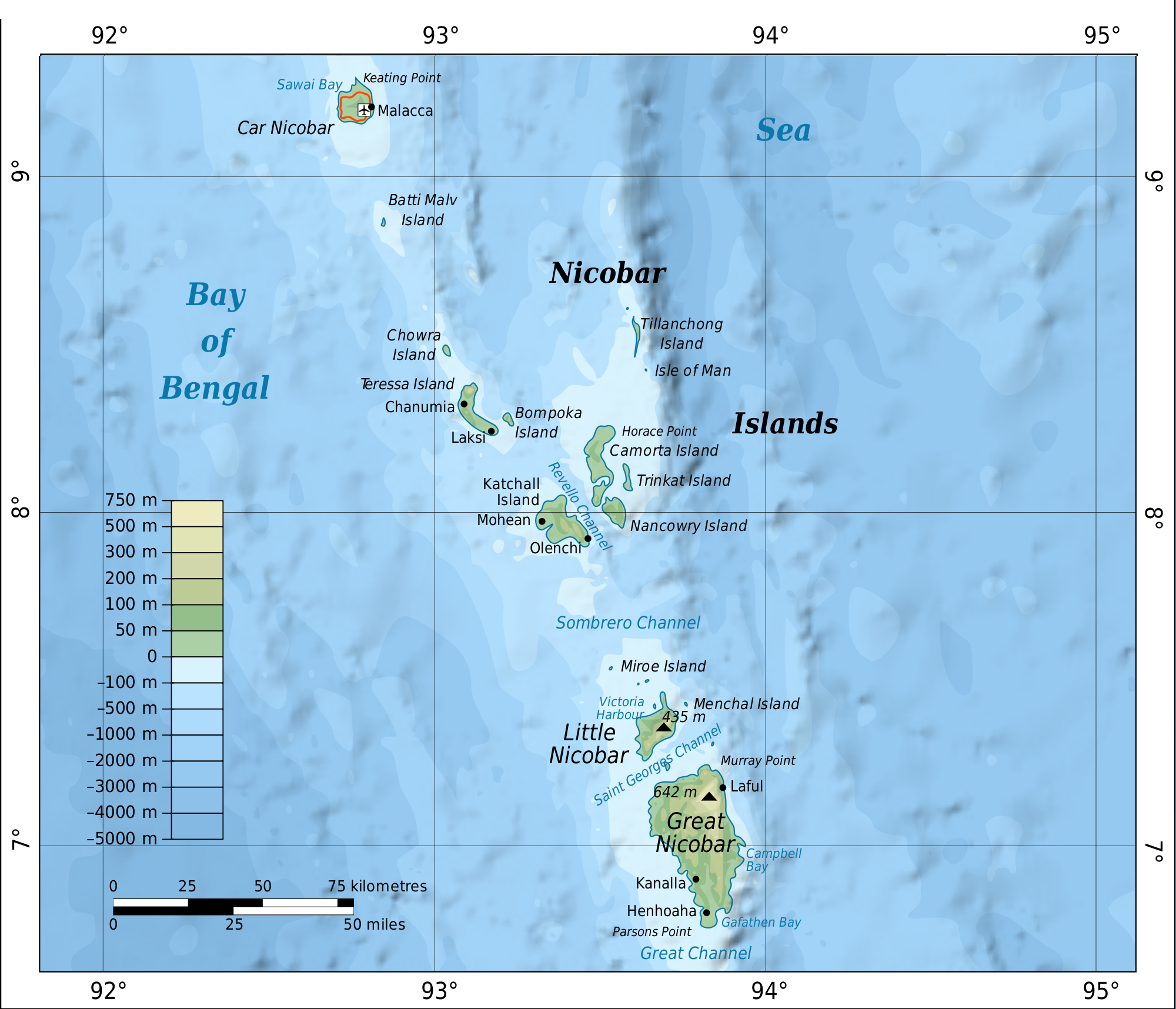
Map
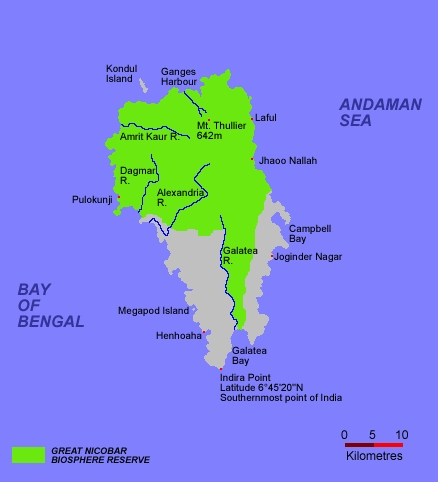
Map of Great Nicobar Island
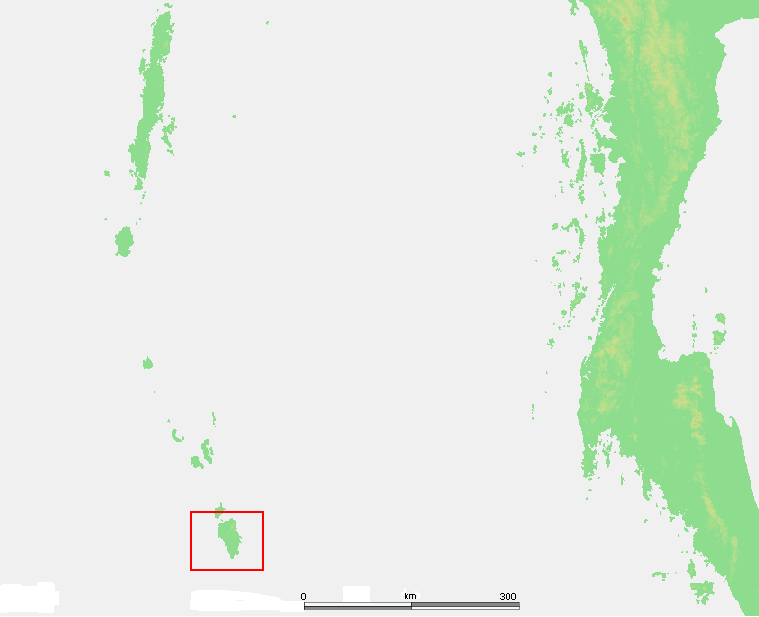
Locator